# Oiptyelus
Oiptyelus is een geslacht van halfvleugeligen uit de familie Aphrophoridae. De wetenschappelijke naam van dit geslacht is voor het eerst geldig gepubliceerd in 1942 door Matsumura.

## Soorten
Het geslacht Oiptyelus omvat de volgende soorten:
- Oiptyelus inokashiranus (Matsumura, 1934)
- Oiptyelus oiwakensis (Matsumura, 1934)